# جنرال الکتریک جی‌ئی‌ان‌ایکس
جنرال الکتریک جی‌ئی‌ان‌ایکس (به انگلیسی: General Electric GEnx) یک موتور هواگرد ساختِ کارخانهٔ جی‌ئی اوییشن در کشور ایالات متحده آمریکا است.